# Haplopsebium
Haplopsebium is een kevergeslacht uit de familie van de boktorren (Cerambycidae). De wetenschappelijke naam van het geslacht werd voor het eerst geldig gepubliceerd in 1891 door Aurivillius.

## Soorten
Haplopsebium omvat de volgende soorten:
- Haplopsebium kinyanjuii Adlbauer, 2008
- Haplopsebium kolibaci Holzschuh, 2006
- Haplopsebium laflorentiei Lepesme, 1948
- Haplopsebium lepesmei Quentin & Villiers, 1971
- Haplopsebium nigricorne Aurivillius, 1891
- Haplopsebium overlaeti Quentin & Villiers, 1971
- Haplopsebium villiersi Quentin, 1984